# Jumeirah Group
Il Jumeirah Group è un gruppo finanziario fondato a Dubai nel 1997. Già proprietario del Burj al-Arab, hotel simbolo di Dubai, detiene anche la proprietà delle Emirates Towers di Dubai e di svariati hotel e resort in tutto il mondo.
Dal 2004 Jumeirah Group è un membro di Dubai Holding.
Dal dicembre del 2011 al gennaio del 2016 il gruppo è stato attivo anche in Italia in qualità di gestore del Grand Hotel via Veneto, hotel di lusso situato nella omonima, celebre via di Roma.